# Anthonij Moll
Anthonij Moll (Wijchen, 22 februari 1851 - Arnhem, 1 oktober 1916) was een Nederlands jurist, notaris en gemeenteraadslid.

## Beknopte biografie
Moll werd in 1851 te Wijchen geboren als zoon van Johannes Gijsbertus Jacob Moll en Ardina Antonia Rant. Zijn vader was notaris in Arnhem. Bij Koninklijk Besluit van 3 september 1872 werd Moll benoemd tot ontvanger der registratie en domeinen te Arnhem. Deze betrekking zou hij vanaf 1876 uitoefenen te Nijkerk en vanaf 1877 te Gulpen. Hij verblijft maar een jaar in Gulpen, omdat hij in 1878 gaat werken op het Departement van Financiën. Hij blijft daar werken tot 1881. Op zijn dertigste wordt Moll notaris ter standplaats Arnhem. In Arnhem was hij lid van de gemeenteraad. Hij vervult dit ambt tot 1898, in welk jaar hij ruilt van standplaats met de Doetinchemse notaris N. Th. Ladénius. Wegens ziekte moet Moll in 1911 ontslag nemen.
Moll was hoofdbestuurslid van de Broederschap van Notarissen en hoofdredacteur van het Weekblad voor het Notariaat. Hij publiceerde veel op het terrein van het notarieel recht. Zo schreef hij een handleiding tot de kennis der zegel- en registratiewetten, waarvan drie drukken zijn uitgebracht. Ook was hij samen met twee collega's de schrijver van het wetsontwerp tot wijziging van de Wet op het notarisambt.
Moll trouwde op 16 mei 1878 te Groenlo met Johanna Gerharda Hesselink. Hij overleed in oktober 1916 op 65-jarige leeftijd in zijn woonplaats Arnhem. Het tijdschrift Nieuw Vrouwenleven wijdde een artikel aan hem vanwege zijn inzet voor de rechten van de vrouw.